# Old Dutch
Old Dutch is een bodega-restaurant in Rotterdam, Nederland.

## Geschiedenis
Het etablissement werd gesticht in 1932 als de Bodega Old Dutch aan de Coolsingel en was eigendom van Toon en Wim Mannes. Het was een favoriete uitgaansplek voor welgestelde Rotterdammers. Op 14 mei 1940 brandde Old Dutch af als gevolg van het bombardement op Rotterdam. Op 29 december van hetzelfde jaar openden de gebroeders Mannes een nieuwe bodega met restaurant aan de Rochussenstraat.
In 1967 was Old Dutch een van de oprichters van de culinaire organisatie Alliance Gastronomique Néerlandaise, ze werd bij die gelegenheid vertegenwoordigd door M.W. Mannes.
De familie Mannes bleef eigenaar van het restaurant tot en met 1975.

## Gebouw
Old Dutch is het laatst overgebleven gebouw van een noodwinkelcentrum dat in het begin van de Tweede Wereldoorlog werd gebouwd om winkels te vervangen die tijdens het bombardement van mei 1940 verloren waren gegaan. Oorspronkelijk bedoeld als een tijdelijk gebouw, is het permanent in gebruik gebleven als onderkomen voor het restaurant. In de bodega is er plaats voor 200 mensen en in het restaurant kunnen 60 mensen plaatsnemen. Het gebouw is door architect J.A. Lelieveldt ontworpen in cottagestijl.
De entourage en het interieur zijn sinds de opening in 1940 min of meer hetzelfde gebleven. Tegen de zin van de eigenaar Aad van der Stel is het gebouw vanwege de cultuurhistorische waarde geplaatst op de gemeentelijke monumentenlijst.

## Klanten
In de jaren 60 stond Old Dutch bekend als een plek waar havenbaronnen, reders, grote aannemers en slopers, bouwers, captains of industry en kapiteins van de grote vaart dineerden. De vaste cliëntele bestond verder uit zakenlieden en welgestelde heren en dames van middelbare leeftijd.

## Onderscheidingen
Van 1957 tot en met 1974 was Old Dutch in het bezit van een Michelinster. Beroemde gerechten uit deze tijd waren ‘Escurion’, ‘Mixed grill de poissons’ and ‘Huitres imperiales de Zélande’ (grote oesters uit Zeeland).
Het restaurant won ook een gedeelde derde prijs van de Salon Culinaire op de Horecaf tentoonstelling in Amsterdam in 1950.